# László Orczán
László Orczán (18 de junho de 1912 — 1992) foi um ciclista de pista húngaro que competiu no ciclismo nos Jogos Olímpicos de Verão de 1936, representando a Hungria.